# Lista ssaków Uzbekistanu

Uzbekistan

Oto lista gatunków ssaków zarejestrowanych w Uzbekistanie. W Uzbekistanie występuje 98 gatunków ssaków, z których 1 jest krytycznie zagrożony, 3 są zagrożone, 3 narażone, 4 zaś bliskie zagrożenia. Poniższe skróty zostały użyte do oznaczenia statusu ochrony każdego gatunku wg IUCN.
| Skrót | Rozwinięcie          | Typ zagrożenia                                    |
| ----- | -------------------- | ------------------------------------------------- |
| EX    | wymarły              | gatunki wymarłe                                   |
| EW    | wymarły na wolności  | wymarłe w stanie dzikim                           |
| CR    | krytycznie zagrożone | najbardziej zagrożone gatunki                     |
| EN    | zagrożone            | wysokie ryzyko wymarcia w niedalekiej przyszłości |
| VU    | narażone             | mogą wymrzeć stosunkowo niedługo                  |
| NT    | bliskie zagrożenia   | gatunki bliskie zaliczenia do kategorii narażone  |
| LC    | najmniejszej troski  | gatunki pospolite, szeroko rozprzestrzenione      |
| DD    | brak danych          | trudne do określenia                              |

## Rząd:Rodentia(gryzonie)

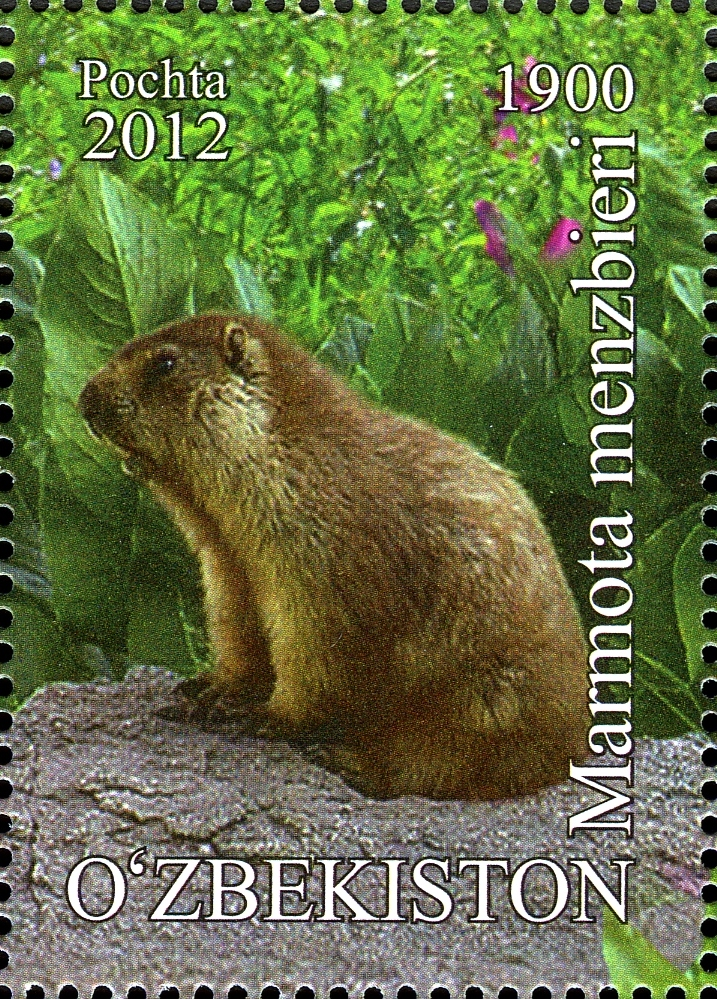
Świstak tienszański

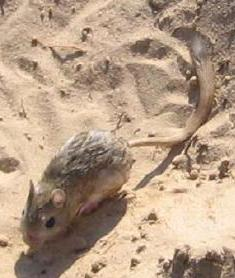
Chyżoskoczek gruboogonowy

Gryzonie stanowią największą grupę ssaków, ponad 40% ich gatunków. Mają dwa siekacze w górnej i dolnej szczęce, które stale rosną i muszą być skracane przez przeżuwanie.
- Podrząd: Sciuromorpha (wiewiórkokształtne)
  - Rodzina: Sciuridae (wiewiórkowate)
    - Podrodzina: Sciuridae (wiewiórkowate)
      - Plemię: Xerini (afrowiórki, wiewiórki ziemne)
        - Rodzaj: Spermophilopsis (susłowiec)
          - Susłowiec szponiasty Spermophilopsis leptodactylus LC[1]

      - Plemię: Marmotini (świstaki)
        - Rodzaj: Marmota (świstak)
          - Świstak ogoniasty Marmota caudata LC[2]
          - Świstak tienszański Marmota menzbieri VU[3]

        - Rodzaj: Spermophilus (suseł)
          - Suseł żółty Spermophilus fulvus LC[4]
          - Suseł karłowaty Spermophilus pygmaeus LC[5]

  - Rodzina: Gliridae (popielicowate)
    - Podrodzina: Leithiinae (koszatki)
      - Rodzaj: Dryomys (koszatka)
        - Koszatka leśna Dryomys nitedula LC[6]

  - Rodzina: Dipodidae (skoczkowate)
    - Podrodzina: Allactaginae (alaktagi)
      - Rodzaj: Allactaga (alaktaga)
        - Alaktaga duża Allactaga major LC[7]
        - Alaktaga pustynna Allactaga severtzovi LC[8]
        - Allactaga vinogradovi NT[9]

      - Rodzaj: Allactodipus (alaktażnik)
        - Alaktażnik karakumski Allactodipus bobrinskii LC[10]

    - Podrodzina: Cardiocraniinae (mikroskoczki)
      - Rodzaj: Salpingotus (skoczuszek)
        - Skoczuszek pustynny Salpingotus heptneri (słabo opisany)[11]

    - Podrodzina: Dipodinae (skoczki)
      - Rodzaj: Dipus (skoczek)
        - Skoczek azjatycki Dipus sagitta LC[12]

      - Rodzaj: Eremodipus (pustelniczek)
        - Pustelniczek wydmowy Eremodipus lichtensteini LC[13]

      - Rodzaj: Jaculus (podskoczek)
        - Podskoczek samotny Jaculus blanfordi LC[14]

      - Rodzaj: Paradipus (stoposkoczek)
        - Stoposkoczek grzebykopalcy Paradipus ctenodactylus LC[15]

      - Rodzaj: Stylodipus (chyżoskoczek)
        - Chyżoskoczek gruboogonowy Stylodipus telum LC[16]

  - Rodzina: Cricetidae (chomikowate)
    - Podrodzina: Arvicolinae (karczowniki)
      - Rodzaj: Blanfordimys (norniczek)
        - Norniczek afgański Blanfordimys afghanus LC[17]

      - Rodzaj: Ellobius (ślepuszonka)
        - Ślepuszonka stepowa Ellobius tancrei LC[18]

  - Rodzina: Muridae (myszy, szczury, norki, myszoskoczki, chomiki)
    - Podrodzina: Gerbillinae (myszoskoczki)
      - Rodzaj: Meriones (suwak)
        - Suwak libijski Meriones libycus LC[19]
        - Suwak pustynny Meriones meridianus LC[20]
        - Suwak tamaryszkowy Meriones tamariscinus LC[21]

    - Podrodzina: Murinae (myszy)
      - Rodzaj: Nesokia (nesokia)
        - Nesokia indyjska Nesokia indica LC[22]

## Rząd:Lagomorpha(zajęczaki)
- Rodzina: Leporidae (króliki, zające)
  - Rodzaj: Lepus (zając)
    - Zając pustynny Lepus tolai LC[23]
- Rodzina: Ochotonidae (szczekuszkowate)
  - Rodzaj: Ochotona (szczekuszka)
    - Szczekuszka turkiestańska Ochotona rutila LC[24]

## Rząd:Erinaceomorpha(jeże)
- Rodzina: Erinaceidae (jeżowate)
  - Podrodzina: Erinaceinae (jeże)
    - Rodzaj: Hemiechinus (stepojeż)
      - Stepojeż uszaty Hemiechinus auritus LC[25]

    - Rodzaj: Paraechinus (piaskojeż)
      - Piaskojeż szybki Paraechinus hypomelas LC[26]

## Rząd:Soricomorpha(ryjówki, krety i myszoryjki)
- Rodzina: Soricidae (ryjówkowate, sorki)
  - Podrodzina: Crocidurinae (zębiełki)
    - Rodzaj: Crocidura (zębiełek)
      - Crocidura gueldenstaedtii LC
      - Zębiełek karliczek Crocidura suaveolens LC[27]

    - Rodzaj: Diplomesodon (soreczek)
      - Soreczek łaciaty Diplomesodon pulchellum LC[28]

  - Podrodzina: Soricinae (ryjówki)
    - Plemię: Soricini (ryjówki)
      - Rodzaj: Sorex (ryjówka)
        - Ryjówka malutka Sorex minutus LC[29]

## Rząd:Chiroptera(nietoperze)

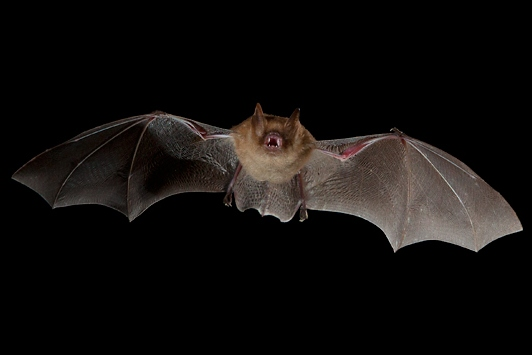
Nocek orzęsiony

- Rodzina: Vespertilionidae (mroczkowate)
  - Podrodzina: Myotinae (nocki) 
    - Rodzaj: Myotis (nocek)
      - Nocek długopalcy Myotis capaccinii VU[30]
      - Nocek orzęsiony Myotis emarginatus LC[31]
      - Nocek bliźniaczy Myotis frater (słabo opisany)[32]
      - Nocek bucharski Myotis bucharensis (słabo opisany)[33]

  - Podrodzina: Vespertilioninae (mroczki) 
    - Rodzaj: Eptesicus (mroczek)
      - Eptesicus bobrinskoi (słabo opisany)[34]
      - Mroczek szczelinowy Eptesicus bottae LC[35]
      - Mroczek późny Eptesicus serotinus LC[36]

    - Rodzaj: Nyctalus (borowiec)
      - Borowiec olbrzymi Nyctalus lasiopterus NT[37]
      - Borowiec leśny Nyctalus leisleri LC
- Rodzina: Rhinolophidae (podkowcowate)
  - Podrodzina: Rhinolophinae
    - Rodzaj: Rhinolophus (podkowiec)
      - Podkowiec bucharski Rhinolophus bocharicus LC[38]
      - Podkowiec duży Rhinolophus ferrumequinum LC[39]
      - Podkowiec mały Rhinolophus hipposideros LC[40]

## Rząd:Carnivora(drapieżne)

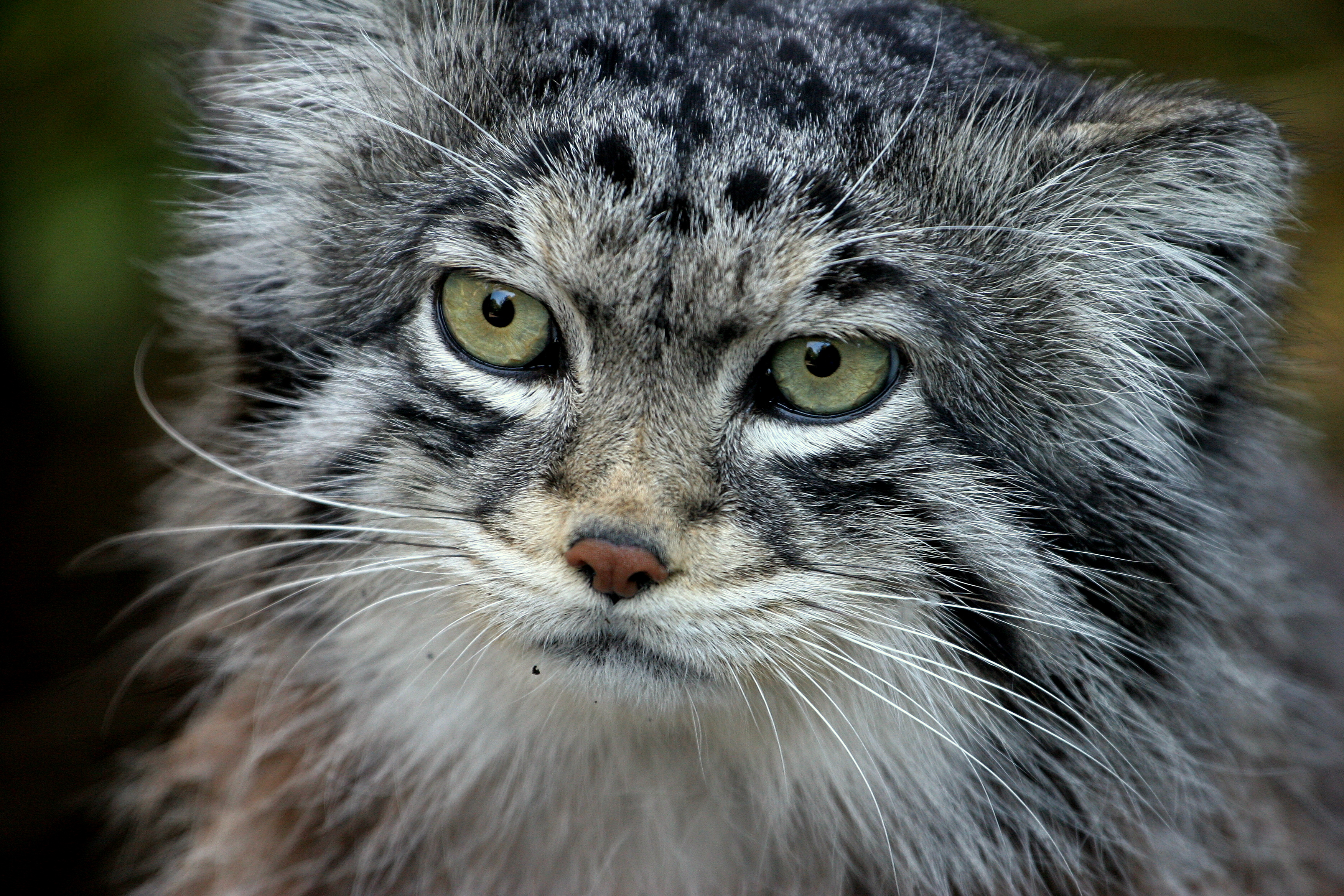
Manul stepowy

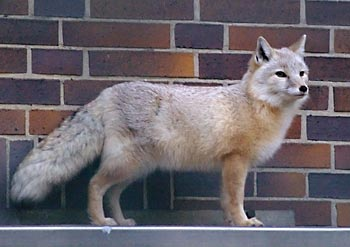
Lis stepowy

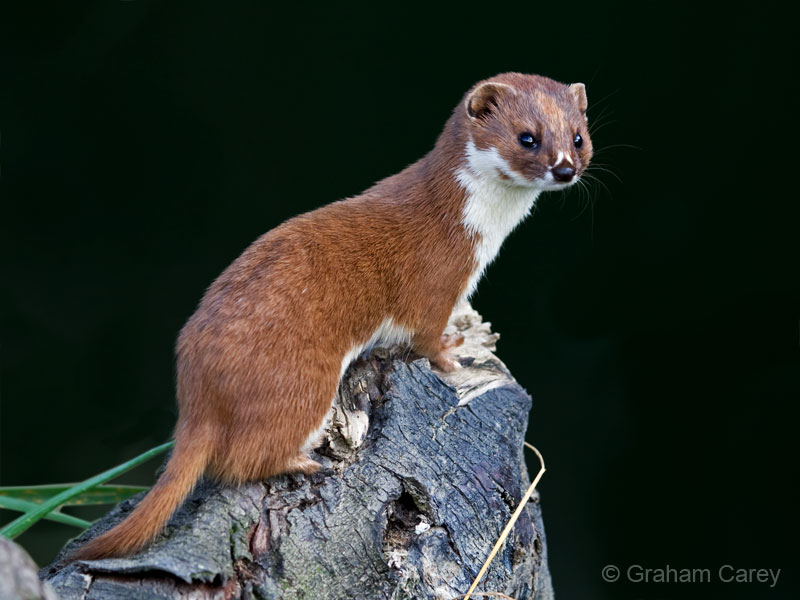
Łasica pospolita

Istnieje ponad 260 gatunków drapieżnych, z których większość żywi się głównie mięsem. Posiadają charakterystyczny kształt czaszki i uzębienie.
- Podrząd: Feliformia (kotokształtne)
  - Rodzina: Felidae (kotowate)
    - Podrodzina: Felinae (koty)
      - Rodzaj: Caracal (karakal)
        - Karakal stepowy Caracal caracal LC[41]

      - Rodzaj: Felis (kot)
        - Kot błotny Felis chaus LC
        - Kot nubijski Felis silvestris lybica LC
          - Kot stepowy Felis silvestris ornata

        - Kot pustynny Felis margarita LC[42]

      - Rodzaj: Lynx (ryś)
        - Ryś euroazjatycki Lynx lynx LC[43]

      - Rodzaj: Otocolobus (manul)
        - Manul stepowy Otocolobus manul LC[44]

    - Podrodzina: Pantherinae (pantery)
      - Rodzaj: Panthera (lampart)
        - Irbis śnieżny Panthera uncia VU[45]

  - Rodzina: Hyaenidae (hienowate)
    - Podrodzina: Hyaeninae
      - Rodzaj: Hyaena (hiena)
        - Hiena pręgowana Hyaena hyaena NT[46]
- Podrząd: Caniformia (psokształtne)
  - Rodzina: Canidae (psowate)
    - Rodzaj: Canis (wilk)
      - Szakal złocisty Canis aureus LC[47]
      - Wilk szary Canis lupus LC[48]

    - Rodzaj: Vulpes (lis)
      - Lis stepowy Vulpes corsac LC[49]
      - Lis rudy Vulpes vulpes LC[50]

  - Rodzina: Ursidae (niedźwiedziowate)
    - Rodzaj: Ursus (niedźwiedź)
      - Niedźwiedź brunatny Ursus arctos LC[51]

  - Rodzina: Mustelidae (łasicowate)
    - Rodzaj: Lutra (wydra)
      - Wydra europejska Lutra lutra NT[52]

    - Rodzaj: Meles (borsuk)
      - Borsuk azjatycki Meles leucurus LC[53]

    - Rodzaj: Mustela (łasica)
      - Gronostaj europejski Mustela erminea LC[54]
      - Tchórz stepowy Mustela eversmanii LC[55]
      - Łasica pospolita Mustela nivalis LC[56]

    - Rodzaj: Vormela (perewiaska)
      - Perewiaska marmurkowa Vormela peregusna VU[57]

## Rząd:Perissodactyla(nieparzystokopytne)
- Rodzina: Equidae (koniowate)
  - Rodzaj: Equus (koń)

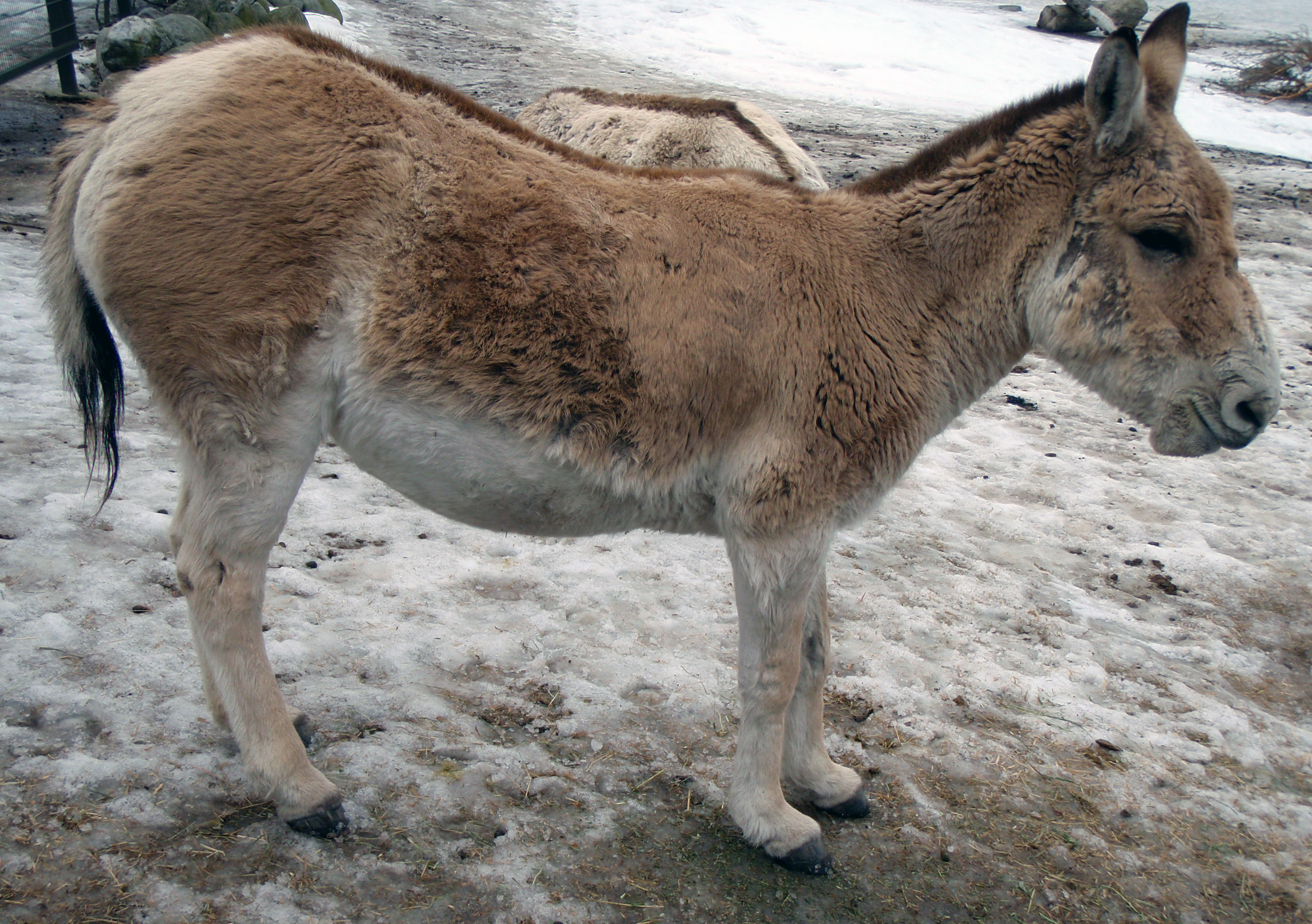
Kułan turkmeński

    - Kułan azjatycki Equus hemionus NT[58]
      - Kułan turkmeński Equus hemionus kulan EN

## Rząd:Artiodactyla(parzystokopytne)
- Rodzina: Cervidae (jeleniowate)
  - Podrodzina: Cervinae (jelenie)
    - Rodzaj: Cervus (jeleń)

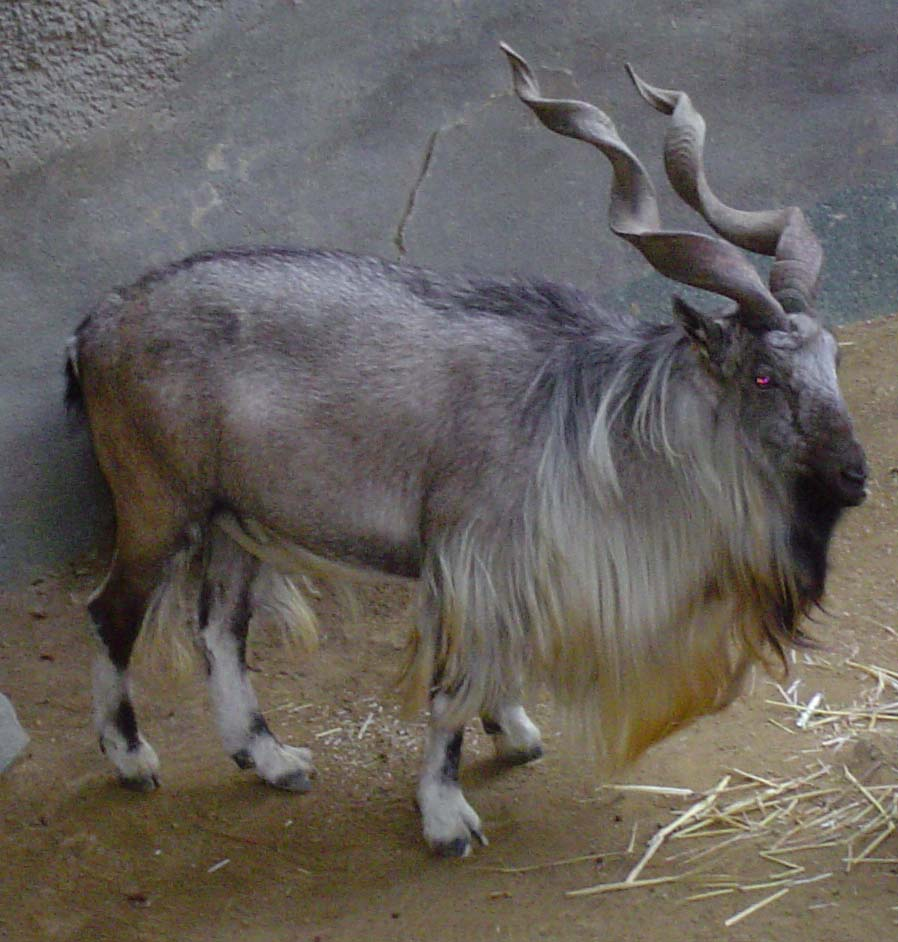
Markur śruborogi

      - Jeleń kaszmirski Cervus hanglu LC[59]

- Rodzina: Bovidae (wołowate)
  - Podrodzina: Antilopinae (antylopy)
- Rodzaj: Gazella (gazela)
  - Gazela czarnoogonowa Gazella subgutturosa VU[60]
- Rodzaj: Saiga (suhak)
  - Suhak stepowy Saiga tatarica CR[61]

- - Podrodzina: Caprinae (koziorożce)
- Rodzaj: Capra (koziorożec)
  - Markur śruborogi Capra falconeri NT[62]
  - Koziorożec syberyjski Capra sibirica NT[63]
- Rodzaj: Ovis (owca)
  - Owca dzika Ovis ammon NT[64]
  - Owca stepowa Ovis vignei VU[65]

## Lokalnie wymarłe
Za wymarłe dla Uzbekistanu uważane są następujące gatunki:
- Gepard grzywiasty Acinonyx jubatus
- Cyjon rudy Cuon alpinus
- Lampart plamisty Panthera pardus
- Tygrys azjatycki Panthera tigris